# Brome, Gifhorn
Brome là một đô thị thuộc the huyện Gifhorn, trong bang Niedersachsen, Đức. Đô thị này có diện tích km². It is situated on the river Ohre, cự ly khoảng 25 km về phía đông bắc của Wolfsburg.
Đô thị gồm các làng sau:
- Altendorf
- Benitz
- Brome
- Wiswedel
- Zicherie

Brome là thủ phủ của Samtgemeinde Brome ("đô thị tập thể").